# Проверено
«Проверено» — новосибирская музыкальная группа, дата основания — 14 февраля 1998 года, жанр — поп-рок.

## История
Группа «Проверено» возникла в 1998 году как акустический проект — две девушки, Маргарита Мошкина (гитара, вокал) и Луиза Мамаева (флейта).
Состав группы неоднократно менялся. В 1999 году к группе присоединился гитарист прокопьевской группы «Хьюго и куст» Евгений Барсуков, в то время звукорежиссер клуба «Черная вдова». С 2004 года в «Проверено» играет басист Никита Гиевский, с 2005 — клавишник Михаил Ионин, с 2011 года — ударник Герман Шабанов. В 2015 Никита Гиевский место бас-гитариста занимает Сергей Зворыгин. С 2016 года на барабанах в группе играет Дмитрий Костяшов.

## Состав
Нынешний[когда?] состав
- Маргарита Мошкина — песни, вокал;
- Евгений Барсуков — гитары, аранжировки, саунд;
- Сергей Зворыгин — бас;
- Дмитрий Костяшов  — ударные;
- Виктор Фельде — концертный звукорежиссер.

Бывшие участники
Луиза Мамаева (флейта), Владимир Филь (бас), Дмитрий Парамонов (флейта, кларнет), Дмитрий Грудяенко (бас), Андрей Симиненко (бас), Алексей Ворожейкин (гитара), Роман Сметанкин (бас), Виталий Тиунов (ударные), Константин Никонов (ударные), Тимофей Пастухов (гитара), Дмитрий Шатохин (гитара), Анатолий Галиулин (гитара), Никита Матиато (ударные), Василий Миронов (клавиши), Валерий Фомин (ударные), Мария Перепелова (перкуссия), Станислав Колченко (ударные), Михаил Митюк (ударные), Дмитрий Грибанов (ударные), Герман Шабанов (ударные), Никита Гиевский (бас), Дмитрий Швецов (ударные), Михаил Ионин (клавишные)

## Дискография
Студийные альбомы
- «Новосибирск–Москва» (1999), демо[2];
- «День Луны» (2001), демо;
- «Любовь» (2002);
- «Дальше» (2005);
- «Спасай себя сам» (2009);
- «Чуть ближе» (2012).

Сборники
- «Медвежатина» (Новосибирск, «Сибирский Драйв», 2001);
- «РОКовые женщины» (Барнаул, 2001);
- «Музыка нашего города» (Новосибирск, Радио Юнитон, 2002);
- «РокСтоЛица», «FabricBirds» (Москва, 2003);
- «Рекомендованные записи от Специального Радио №1» (Москва, «Специальное радио», 2003);
- «Рекомендованные записи от Специального Радио №19» (Москва, «Специальное радио», 2005);
- «Рок-настроение» (Новосибирск, «Радио ОТС», 2003);
- «Горячий Новый год» (Новосибирск, «Радио ОТС», 2003);
- «МегаРок» (Новосибирск, 2004);
- «Музыка нашего города» (Новосибирск, Радио Юнитон, 2005).

## Клипы
- «Дальше вода» (2006);
- «Мир грез» (2009);
- «Танец» (2012);
- "Лети" (2016)
- "Покорить море" (2017).

## Участие в фестивалях

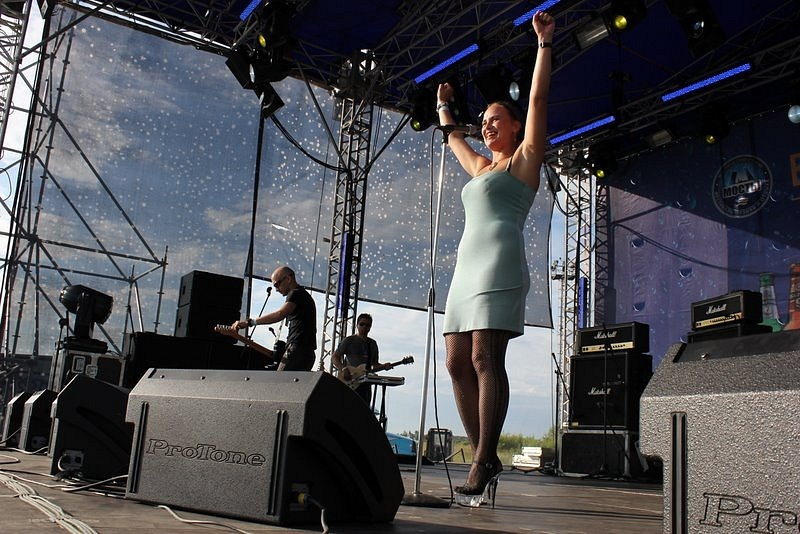
«Проверено» на фестивале «Мосты» 16 июля 2011 года.

- «Спрайт-Жажда успеха», 2002 год — первое место регионального этапа фестиваля, участие в финале в Санкт-Петербурге.[источник не указан 1121 день]
- «Клинское Продвижение», 2002 год — приз зрительских симпатий.[источник не указан 1121 день]
- «Клинское Продвижение», 2003 год — 1 место регионального этапа фестиваля, участие в финале в Москве[3].
- «Мосты», 2011 год, Новосибирск[4].

## Факты
- Название группы придумали в трамвае.[источник не указан 1121 день]
- Маргарита Мошкина в детстве пела в церковном хоре[5].
- По недосмотру администрации группы, участникам «Проверено» довелось отмечать новый 2005 год на лесоповале посреди тайги.[источник не указан 1121 день]
- В 2003 году группа полным составом съездила на байк-фестиваль из Новосибирска в Кемерово и обратно на арендованной «Оке».[источник не указан 1121 день]
- Идея клипа «Мир грез» принадлежит миму и актеру Андрею Кислицину[6] (театр «Мимо», а ныне Cirque du Soleil[7].)
- В 2012 году группа «Проверено» сыграла «подпольный» концерт совместно с группой ДДТ в городе Юрга[8].